# Hans Leijtens

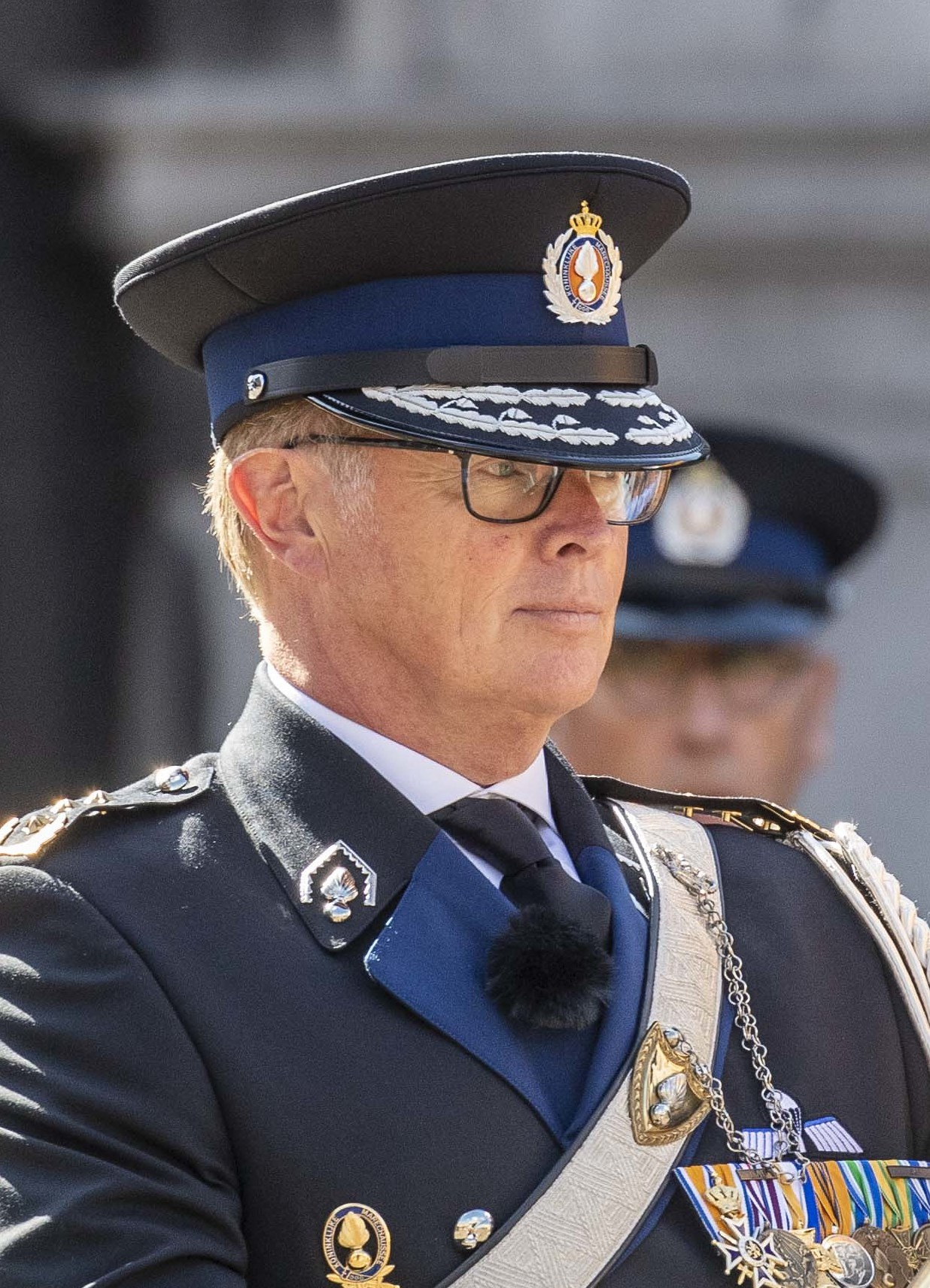
Hans Leijtens (2019)

Johannes Adrianus Josephus (Hans) Leijtens (* 26. März 1963 in Tilburg) ist ein niederländischer Polizeioffizier im Rang eines Generalleutnants. Im Dezember 2022 wurde er für eine Amtszeit von fünf Jahren zum Exekutivdirektor der Europäischen Agentur für die Grenz- und Küstenwache (Frontex) ernannt. Zuvor war er von 2012 bis 2015 und erneut ab 2019 Kommandant der Koninklijke Marechaussee sowie von 2015 bis 2017 Generaldirektor der niederländischen Steuer- und Zollverwaltung.

## Leben
Hans Leijtens studierte von 1981 bis 1985 Soziologie und Psychologie an der Königlichen Militärakademie in Breda. Anschließend war er bis 1987 Zugführer des 13. Panzerflugabwehrkanonenbataillons „Ypenburg“ des Königlichen Heeres. Von 1988 bis 1989 absolvierte er eine Ausbildung zum Offizier der Koninklijke Marechaussee (niederländische Gendarmerie) im Ausbildungszentrum der Koning-Willem-III-Kaserne in Apeldoorn. Im Jahr 1989 trat Leijtens in die Marechaussee ein. Hier war er von 1992 bis 1996 Leiter des Operativen Dienstes des Polizeibezirks Schiphol.
Ab 1996 arbeitete er vorübergehend für das Beratungsunternehmen Mercuri Urval, kehrte 2003 jedoch zur Marechaussee zurück. Von 2003 bis 2004 unterrichtete Leijtens Rechts- und Polizeiwissenschaft an der Königlichen Militärakademie, parallel absolvierte er ein Masterstudium in Öffentlicher Verwaltung an der Universität Leiden. Danach arbeitete er von 2004 bis 2007 als politischer Berater im Verteidigungsministerium. Im Jahr 2008 promovierte er an der Universität Leiden mit einer Arbeit über die Organisation der Koninklijke Marechaussee. Anschließend diente Leijtens als Befehlshaber des Distrikts Süd der Marechaussee und als Kommandant des niederländischen ISAF-Kontingents in Afghanistan. 
Ab 2011 war er zunächst stellvertretender Kommandant der Koninklijke Marechaussee. Deren Kommando übernahm er im Dienstgrad eines Generalleutnants von 2012 bis 2015 und erneut von 2019 bis 2022. Zwischenzeitlich war Leijtens von 2015 bis 2017 als Generaldirektor der Steuer- und Zollverwaltung (Belastingdienst) tätig, wo er an der Aufgabe scheiterte, die Behörde zu reorganisieren. Von 2017 bis 2018 wirkte er als Korruptionsbekämpfer auf der zum Königreich der Niederlande gehörenden Karibikinsel Sint Maarten sowie als Koordinator für den Wiederaufbau nach dem Hurrikan Irma.
Am 20. Dezember 2022 wählte ihn der Verwaltungsrat der EU-Grenzschutzagentur Frontex für fünf Jahre zum Exekutivdirektor. Leijtens wurde damit Nachfolger des Franzosen Fabrice Leggeri, dem vorgeworfen worden war, illegale Pushbacks der griechischen Küstenwache vertuscht zu haben. Leijtens hatte zuvor bereits die Niederlande im Frontex-Verwaltungsrat vertreten.
Am 19. Januar 2023 versprach er, dass es zu keinen Pushbacks mehr kommen werde. Im März 2024 wurde bekannt, dass auch unter der Führung von Leitjens Pushbacks durch den bulgarischen Grenzschutz von Frontex ignoriert werden.

## Auszeichnungen
- Träger des Ordens von Oranien-Nassau (Offizier)